# Edward Donnall Thomas
Edward Donnall Thomas (Mart, Texas, 1920. március 15. – Seattle, Washington, 2012. október 20.) amerikai orvos. 1990-ben Joseph E. Murray-al megosztva elnyerte az orvostudományi Nobel-díjat a leukémia csontvelőtranszplantációs terápiájának kidolgozásáért.

## Tanulmányai
Edward Donnell Thomas 1920. március 15-én született a texasi Martban, Edward E. Thomas orvos és második feleségének, Angie Hill Donnallnak egyetlen gyermekeként. Apja volt a kisváros egyetlen orvosa és már 50 éves volt, mikor Donnell megszületett. Iskoláit helyben végezte (középiskolai osztályában csak 15-en voltak és Thomas nem tartozott a jó tanulók közé), majd 1937-ben az austini Texasi Egyetemen vegyészmérnöknek kezdett tanulni. 1941-ben B.A., 1943-ban M.A. oklevelet szerzett, utána pedig a Harvard Egyetemen tanult orvostudományt. Orvosi diplomáját 1946-ban kapta meg. Ezután elvégezte klinikai gyakorlatát, egy évig hematológiát tanult, két évig katonai szolgálatát töltötte. 1950-51-ben egy évet a Massachusetts Institute of Technology-n (MIT) töltött kutatással, majd két évig egy bostoni kórházban volt rezidens. Itt ismerkedett meg Joseph Murray sebészrezidenssel, aki szintén érdeklődött a szervtranszplantáció iránt. 

## A csontvelőtranszplantációs terápia
Thomast már az orvosi egyetem során kezdte érdekelni a leukémia és kapcsolata a csontvelővel. Az MIT-n is olyan faktorokat kutatott, amelyekkel a betegek vérképző funkcióit lehetne stimulálni.
1955-ben elfogadta a Columbia Egyetemhez tartozó cooperstowni Mary Imogene Basset Hospital főorvosi állásajánlatát. Munkája mellett állat- és klinikai kísérleteket végzett a csontvelő átültetésére. Emberek esetében azonban csak az egypetéjű ikreknél voltak sikeresek a próbálkozásai.
1963-ban meghívták Seattle-be, a Washingtoni Egyetem orvosi tanszékére. Thomas a városi közkórházban folytatta transzplantációs kísérleteit, sugárzásos kezeléssel próbálva meg elnyomni a kilökődést okozó immunválaszt. Miután kutyakísérletei néhány esetben sikerrel jártak, 1969-től a leukémia végső stádiumában lévő betegeken próbálta továbbfejleszteni a módszerét. Többnyire közeli rokontól vett csontvelőt adtak a pácienseknek, de kezdetben csak ritkán – 54 esetből 6 alkalommal – jártak sikerrel. Fokozatosan fejlesztve módszerét – miközben csapatának többször költöznie is kellett a kórház bezárása miatt – 1979-re elérte, hogy betegeinek felét meg tudta menteni. Ma az esetek 70-80%-ában sikeres a csontvelőtranszplantációs terápia.
Thomas 1974-ben a Fred Hutchinson Rákkutató Központ orvosi onkológiai részlegének, majd később a klinikai kutatási részleg vezetője lett. 1990-ben visszavonult a Washingtoni Egyetem professor emeritusaként. Nyugdíjas éveiben fellépett az őssejtkutatás támogatásáért, véleménye szerint ezt a kutatási irányt nem politikusoknak, hanem tudósoknak kellene felügyelniük.
E. Donnall Thomas és Joseph E. Murray 1990-ben orvostudományi Nobel-díjban részesült a leukémia új terápiájának kidolgozásért. Ugyanebben az évben megkapta a Nemzeti Tudományos Érmet is.

## Családja
Egyetemista korában Thomas mellékállásokat vállalt, hogy tanulmányainak költségeit állni tudja. Egy leánykollégiumban pincérkedett, és egy este műszak után egy lány hógolyóval arcon dobta. Így ismerkedett meg Dorothy Martinnal, leendő feleségével, aki akkor újságírást tanult, de később labortechnikusnak képezte át magát, hogy együtt dolgozhasson férjével. 1942-ben házasodtak össze és három gyerekük született: Don, Jeffrey és Elaine Thomas.
E. Donnall Thomas 2012. október 20-án halt meg Seattle-ben, 92 éves korában.  